# Jenaro García-Arreciado
José Jenaro García-Arreciado Batanero (Huelva, 24 de abril de 1947-9 de septiembre de 2024) fue un ingeniero industrial superior y político español, en cinco ocasiones diputado en el Congreso.

## Biografía
Ingeniero industrial, era funcionario en el cuerpo técnico de la Administración General del Estado. Miembro del Partido Socialista Obrero Español (PSOE), ocupó por poco tiempo el puesto de director general de Trabajo en la etapa preautonómica de Andalucía. Fue candidato del PSOE al Congreso por la circunscripción de Huelva en las elecciones generales de 1982, obteniendo el escaño. Renovó el cargo en las cuatro convocatorias electorales siguientes, siempre por la provincia de Huelva: 1986, 1989, 1993 y en 1996. En su labor como diputado destacó al haber sido ponente en dieciocho proyectos de ley, la mayor parte relativos a la legislación sobre telecomunicaciones. Miembro de distintas comisiones parlamentarias, en especial de la de Infraestructuras y Medio ambiente, también fue miembro de la Diputación Permanente del Congreso en la V Legislatura (1993-1996).
En 1998 renunció al escaño —sustituyéndole María Teresa del Carmen Camacho Vázquez— para ser nombrado presidente de la Autoridad Portuaria de Huelva por la Junta de Andalucía, cargo que desempeñó hasta 2005. Durante el primer mandato como presidente del gobierno español de José Luis Rodríguez Zapatero, durante unos meses de 2006 fue coordinador del gabinete parlamentario de la entonces ministra de Fomento, Magdalena Álvarez, hasta que fue nombrado delegado del Gobierno en Ceuta, cargo en el que permaneció solo dos años, hasta que en 2008 le relevó José Fernández Chacón.